# Tamron SP AF 90mm f/2.8 Di 1:1 Macro
Le Tamron SP AF 90mm f/2.8 Di 1:1 Macro est un objectif macro fabriqué par Tamron. Il est disponible en monture Canon EF, en monture Nikon F, en monture Pentax K et en monture Sony A. L'objectif est sorti en 1997. Il a reçu le prix européen "Objectif de l'année : 1997-1998". Il a été amélioré mécaniquement et esthétiquement en février 2000. Cet objectif est apprécié pour sa haute qualité optique et son coût modéré,.